# 天主教阿伯丁教區
天主教阿伯丁教區（拉丁語：Dioecesis Aberdonensis）是英國蘇格蘭一個羅馬天主教教區，屬聖安德魯斯暨愛丁堡總教區。教區範圍包括蘇格蘭北部、奧克尼群島和設得蘭群島。
1727年建高地代牧區，1827年易名北蘇格蘭代牧區。1878年升為教區。
2011年，有18,500名教友，估轄區總人口2.5%，有43個堂區、48名司鐸、11名終身執事、32名修士、17名修女。
現任主教為優爾·吉爾伯特，榮休主教為伯多祿·安多尼·莫蘭。